# The Three Tenors in Concert 1994
Los Tres Tenores en concierto 1994 es un álbum en vivo cantado por José Carreras, Plácido Domingo y Luciano Pavarotti dirigido por Zubin Mehta. El álbum fue grabado el 16 de julio de 1994 en el concierto de los Tres Tenores en Los Ángeles con la filarmónica de los Ángeles y el coro de la Ópera de Los Ángeles. Aproximadamente 1.3 miles de millones espectadores miraron el concierto a través de la televisión en todo el mundo.

## Listado de canciones
|     | Título                                                                      | Información de la canción                                                           |      |
| 1.  | "O souverain, ô juge, ô père" (cantada por José Carreras)                   | Act III, Scene 3 of Le Cid by Jules Massenet                                        | 5:00 |
| 2.  | "Amor, vida de mi vida" (cantada por Plácido Domingo)                       | from Maravilla composed by Federico Moreno Torroba                                  | 3:21 |
| 3.  | "Pourquoi me réveiller" (cantada por Luciano Pavarotti)                     | Act III of Werther by Jules Massenet                                                | 2:38 |
| 4.  | "With A Song In My Heart" (cantada por José Carreras)                       | from Spring Is Here by Rodgers and Hart                                             | 3:15 |
| 5.  | "Granada" (cantada por Plácido Domingo)                                     | written by Agustín Lara                                                             | 3:35 |
| 6.  | "Non ti scordar di me" (cantada por Luciano Pavarotti)                      | Escrita por Ernesto De Curtis                                                       | 3:19 |
| 7.  | "My Way" (cantada por The Three Tenors)                                     | music by Claude François and Jacques Revaux, English lyrics by Paul Anka            | 4:01 |
| 8.  | "Moon River" (cantada por The Three Tenors)                                 | composed by Johnny Mercer (lyrics) and Henry Mancini(music)                         | 1:38 |
| 9.  | "Because" (cantada por The Three Tenors)                                    | by Guy d'Hardelot                                                                   | 2:23 |
| 10. | "Singin' in the Rain" (cantada por The Three Tenors)                        | lyrics by Arthur Freed and music by Nacio Herb Brown                                | 2:18 |
| 11. | "Tu, ca nun chiagne" (cantada por José Carreras)                            | written by Ernesto De Curtis                                                        | 2:55 |
| 12. | "Vesti la giubba" (cantada por Plácido Domingo)                             | Act I of Pagliacci, written and composed by Ruggero Leoncavallo                     | 2:38 |
| 13. | "Nessun dorma" (cantada por Luciano Pavarotti)                              | Act III of Turandot by Giacomo Puccini                                              | 3:24 |
| 14. | "America" (cantada por The Three Tenors)                                    | Act I of West Side Story, composed by Leonard Bernstein; lyrics by Stephen Sondheim | 0:54 |
| 15. | "All I Ask of You" (cantada por The Three Tenors)                           | Act I of The Phantom of the Opera, by Andrew Lloyd Webber                           | 1:59 |
| 16. | "Funiculì Funiculà" (cantada por The Three Tenors)                          | composed by Luigi Denza                                                             | 1:21 |
| 17. | "Sous les ponts de Paris (Around the World)" (cantada por The Three Tenors) | composed by Vincent Scotto                                                          | 2:00 |
| 18. | "Aquarela do Brasil" (cantada por The Three Tenors)                         | written by Ary Barroso                                                              | 1:26 |
| 19. | "Be My Love" (cantada por The Three Tenors)                                 | music by Nicholas Brodzsky, lyrics by Sammy Cahn                                    | 1:48 |
| 20. | "Marechiare" (cantada por The Three Tenors)                                 | written by Paolo Tosti                                                              | 3:09 |
| 21. | "Lippen Schweigen" (cantada por The Three Tenors)                           | composed by Franz Lehár                                                             | 2:37 |
| 22. | "Santa Lucia luntana" (cantada por The Three Tenors)                        | written by E. A. Mario                                                              | 3:27 |
| 23. | "Those Were the Days" (cantada por The Three Tenors)                        | lyrics by Gene Raskin                                                               | 2:21 |
| 24. | "Te Quiero Dijiste" (cantada por The Three Tenors)                          | by María Grever                                                                     | 2:28 |
| 25. | "Torna a Surriento" (cantada por The Three Tenors)                          | composed by Ernesto De Curtis                                                       | 3:51 |
| 26. | "La donna è mobile" (cantada por The Three Tenors)                          | Act III of Rigoletto by Giuseppe Verdi                                              | 2:16 |
| 27. | "Libiamo ne' lieti calici" (cantada por The Three Tenors)                   | Act I of La traviata by Giuseppe Verdi                                              | 3:20 |

## Personal
- José Carreras, vocal
- Plácido Domingo, vocal
- Luciano Pavarotti, vocal
- Zubin Mehta, director
- Los Ángeles Philharmonic
- Coro de Ópera de Los Ángeles
- Lalo Schifrin, Organizador
- David Hewitt , Regístrador de sonido